# Holger Bartsch
Holger Bartsch (* 28. März 1941 in Breslau) ist ein deutscher Politiker. Vom 20. Dezember 1990 bis 10. November 1994 (eine Wahlperiode) war er Mitglied des Deutschen Bundestages. Er wurde über die Landesliste der Sozialdemokratischen Partei Deutschlands (SPD) in Brandenburg gewählt.

## Leben
Holger Bartsch wuchs nach 1945 in Radebeul auf, wo er 1960 sein Abitur ablegte. 1961 begann er ein Physikstudium an der TU Dresden, aus dem er sich 1963 auf eigenen Wunsch exmatrikulieren ließ. Nach einer Lehre als Hochspannungsmonteur 1963/64 absolvierte er bis 1967 ein Studium an der Fachschule für Energiewirtschaft „Dr. Robert Mayer“ in Zittau mit dem Abschluss als „Ingenieur für Elektrische Energieanlagen“. Seit 1967 arbeitete er im Bereich Organisation/Datenverarbeitung des VEB Kraftwerke Lübbenau/Vetschau als EDV-Organisator, seit 1973 als Abteilungsleiter für EDV-Organisation/Programmierung. In dieser Zeit studierte er im Fernstudium Ingenieurökonomie an der TU Dresden, das er als Diplom-Ingenieur-Ökonom abschloss. 
Bis zur Wende in der DDR war Bartsch parteilos. Im Januar 1990 trat er in die neu gegründete Sozialdemokratische Partei in der DDR ein. 1990 wurde er in den Kreistag des Landkreises Calau gewählt; bis zu seinem Eintritt in den Bundestag im Dezember 1990 war er dort Vorsitzender der SPD-Fraktion. Von 1994 bis 2004 war er stellvertretender Landesvorsitzender der SPD Brandenburg. Ab 1994 war er (bis zum Erreichen der Altersgrenze im März 2006) Landrat des Landkreises Oberspreewald-Lausitz.

## Auszeichnungen
- Verdienstorden des Landes Brandenburg 2013